# 杨田镇
杨田镇，是中华人民共和国安徽省池州市青阳县下辖的一个乡镇级行政单位。

## 行政区划
杨田镇下辖以下地区：
仙梅村、黄泥村、涧泉村、缑山村、杨田村、东南村、五梅村、上东堡村和下东堡村。